# Печера сліпих риб
Печера сліпих риб (перс. غار ماهی‌کور) — печера, яка розташована в провінції Лурестан, в бахші Папі, біля села під назвою Леван. 2005 року занесена до списку Національних пам'яток природи і є єдиним подібним об'єктом у провінції Лурестан. В ній мешкають два види унікальних риб, подібних до яких не знайдено в жодному іншому місці світу. Ці риби повністю сліпі й не мають на тілі жодних ознак очей, тому вони мають Iranocypris typhlops, місцева назва — сліпі іранські коропи (перс. کپورماهی کور ایران).
Відділ зв'язків з громадськістю Асоціації декоративних риб Ірану у квітні 2016 року повідомив про відкриття третього виду печерних риб. Останніми роками між науковцями точилась суперечка щодо того, чи можна виділити окремий вид. Зрештою 2016 року двоє іранських іхтіологів, доктор Сейдхамад Мусаві (постійний член наукової Ради Гілянського університету) і доктор Сахіль Ігадарі (член наукової ради Тегеранського університету) після півтора року спільних досліджень зареєстрували новий вид риб під назвою Garra lorestanensis, від назви місцевості їхнього проживання.

## Відкриття печери
1937 року двоє данських природознавців прибули в цю місцевість разом з проектантами масштабної залізниці Тегеран — Південь. Після дослідження однієї з приток річки Сірам і потічка Кайруд, дослідники натрапили на улоговину з блакитною водою неподалік від села Лун і там зіткнулися з одним видом сліпої риби. Вони переправили до себе на батьківщину кілька зразків цього виду риби і її зареєстрували під назвою «Iranocypris». Але, очевидно, вони не розкрили точне місце розташування печери.
16 червня 1951 року пошукова група на чолі з англійським дослідником Ентоні Смітом з Оксфордського університету вирушила на пошуки місця помешкання риби і здійснила подорож до міста Керман. Але після трьох місяців досліджень з порожніми руками повернулася в Англію. Через 26 років Сміт зрозумів, що ця риба мешкає не в акведуках Керману, а в горах Загроса. І виходячи з цього 1977 року вирушив по стопах данців у місцевість Папі провінції Лурестан. Там йому вдалося виявити помешкання риби і взяти кілька зразків з собою в Англію.
Серед риб, що Сміт зі своєї другої подорожі взяв як зразок до Англії, одна була такого ж виду, яку виявили данці й зареєстрована під назвою Iranocypris. Але друга риба була іншого виду і тому він зареєстрував її зі своїм ім'ям під назвою «Paracobits smithi».
Кілька років по тому Сміт утретє вирушив у Іран, але цього разу з командою професійних дайверів. Вони детально дослідили водойму всередині печери і знайшли там більше особин риби. Що цікаво, Сміт також не зазначив місця розташування цієї печери і лише пізніше відкрив його у книзі, яку опублікував під назвою «Сліпа біла риба в Персії» (англ. Blind White Fish in Persia).

## Особливості печерних риб
Середовищем проживання цієї риби є підземні води. Вночі риби підпливають до поверхні цих вод, яка розташована прямо в отворі печери. Ці риби лише в теплі дні тримаються в приповерхневих водах. Температура води в якій мешкає риба перебуває в діапазоні від 5 до 28 градусів за Цельсієм.
Перший вид риб має наукову назву Iranocypris typhlops і належить до родини коропових риб. Цей вид завдовжки 4-5 см, має дві пари вусиків — одну пару на верхній губі і другу пару в кутах рота. Голова цієї риби дещо зігнута і немає жодних ознак очей. Риба має рожевий відтінок через кров, що просвічується. Є кілька лусок позаду грудних плавців. Має два ряди глоткових конусоподібних зубів.
Другий вид, під науковою назвою Paracobits smithi, належить до родини баліторових . Цей вид риб, крім відсутності очей, не має також забарвлення і луски. Має три пари вусиків, із яких друга пара довша й сягає кінця третьої пари. Завдовжки в середньому 45 мм.

## Значення риби для наукових досліджень
Риба не має жодного промислового значення, але є унікальним генетичним матеріалом.

## Шлях до печери
Печери сліпих риб можна дістатися як шосе так і залізницею. Серед потягів, які курсують провінцією Лурестан, лише «звичайний» потяг Тегеран — Ахваз, а також «місцевий» потяг Доруд — Андімешк, зупиняються на станції «Тангхафт». Від цієї станції треба йти пішки на північ, паралельно до річки Сазар до мосту Сірам, а потім звідти на захід у напрямку сіл Лун і Лаларі, аж поки після чотирьох годин ходьби не дістанетесь села Лун і Печери сліпих риб.

## Ризик вимирання
Печера розташована у віддаленому важкодоступному місці, і це зменшує небезпеку для риб, але деякі люди діставались печери і виловлювали риб, які підпливали до поверхні води, щоб тримати їх у акваріумі, а деякі продавали за високу ціну, не знаючи, що за межами свого природного місця проживання ці риби не можуть витримати більше місяця.